# Посёлок абонентного ящика 001
Посёлок абоне́нтного ящика 001 — посёлок в Одинцовском районе Московской области, входит в городское поселение Одинцово. В первой половине 2000-х годов посёлок входил в Мамоновский сельский округ.

## Расположение
Посёлок расположен к северо-западу от города Одинцово, в 500 м к западу от деревни Лохино, в 1 км к юго-западу от хутора Никонорово. С севера посёлок граничит с лесом, с юга его окружают садовые товарищества («Минерал», «40 лет Октября», «Баковка-4»), а также коттеджные посёлки («Княжичи» и «Родники»).
Некоторые карты ошибочно указывают, что посёлок расположен к югу от Минского шоссе и города Одинцово, где на самом деле расположен 1-й Рабочий Посёлок Новомосковского административного округа Москвы.
При этом в проекте генплана городского поселения Одинцово посёлок а/я 001 указан около 8-го микрорайона, на территории Южной промзоны.

## Население
| 2002 | 2006 | 2010 |
| ---- | ---- | ---- |
| 19   | →19  | ↗27  |